# 't Gaverhopke Kriek
 't Gaverhopke Kriek is een Belgisch bier van hoge gisting.
Het bier wordt gebrouwen in Brouwerij 't Gaverhopke te Stasegem. Het is een lichtrood bier met een alcoholpercentage van 6,8% met nagisting op fles.
Als basisbier wordt 't Gaverhopke Blondje gebruikt, waaraan zurige krieken worden toegevoegd.